# Matías Cahais
Matías Cahais (Morón, 24 de dezembro de 1987) é um futebolista profissional argentino que atua como defensor no Curicó Unido.

## Carreira

### Boca Juniors
Matías Cahais se profissionalizou no  Boca Juniors, em 2005.
Matías Cahais integrou o Boca Juniors na campanha vitoriosa da Libertadores da América de 2007.

## Títulos
Boca Juniors
- Recopa Sul-Americana: 2006
- Taça Libertadores da América: 2007